# Gemeinsames Melde- und Lagezentrum
Das Gemeinsame Melde- und Lagezentrum von Bund und Ländern (GMLZ) ist ein Lagezentrum in Deutschland zur Lagebeobachtung und Darstellung bundesweiter Schaden- und Gefahrenlagen zwischen Bund und Ländern, einzelnen Bundesressorts, zwischen Deutschland und anderen Staaten sowie inter- und supranationalen Organisationen, etwa beim Vollzug der Internationalen Gesundheitsvorschriften der WHO. Darüber hinaus liefert das GMLZ unterschiedlichsten Stellen ständig aktuelle Lageinformationen, beispielsweise dem Robert Koch-Institut. Das GMLZ wurde am 1. Oktober 2002 gegründet und wird seit 2004 durch die Abteilung "Krisenmanagement" des Bundesamtes für Bevölkerungsschutz und Katastrophenhilfe (BBK Abteilung I – Krisenmanagement; Referat I.5) betrieben.

## Aufgaben
Das GMLZ ist nationales Fachlagezentrum für den Bevölkerungsschutz in der Bundesrepublik Deutschland. Primäre Aufgaben des GMLZ sind neben der ständigen Lagebeobachtung die Entgegennahme, Beschaffung, Analyse, Verarbeitung, Koordinierung, die Weitergabe und der Austausch von Meldungen und Informationen sowie die Prognose von Schadensentwicklungen im Ereignisfall. Hierzu wertet das GMLZ Quellen verschiedener Herkunft aus. Für die Lageprognose und -Analyse bedient es sich eines ständig wachsenden Netzwerks von eigenen und externen Experten aus den verschiedensten Einrichtungen und Behörden aus den Bereichen des Bevölkerungsschutzes sowie der verschiedenen Bundesressorts. Zunehmende Bedeutung gewinnen hierbei Einflüsse von Ereignissen auf die Verfügbarkeit und Betriebssicherheit von Kritischen Infrastrukturen (KRITIS). Die rechtliche Grundlage der Aufgaben des GMLZ bildet § 16 des Zivilschutz- und Katastrophenhilfegesetzes.
Das GMLZ nimmt darüber hinaus in über 30 Fachverfahren im Auftrag verschiedener Bundesressorts Aufgaben als National Contact Point für die Bundesrepublik Deutschland wahr. Wird beispielsweise über die Meldewege der Internationalen Atomenergie-Organisation (IAEA), im Falle eines nuklearen oder radiologischen Ereignis von einem Mitgliedsstaat ein Hilfeersuchen an Deutschland gestellt, ist das GMLZ unter anderem für die unverzügliche Benachrichtigung der hiervon in Deutschland betroffenen Stellen zuständig.
Dritter Aufgabenschwerpunkt ist die Vermittlung von Mangelressourcen auf internationaler und nationaler Ebene. Auf nationaler Ebene wird das GMLZ auf Anforderung durch die betroffenen Länder eines Schadensereignisses tätig. Darüber hinaus ist das GMLZ im Auftrag des Bundesministeriums des Innern im Rahmen des EU-Zivilschutz-Mechanismus als National Contact Point tätig. Eingehende Hilfeleistungsersuchen im Rahmen des Unionsverfahren werden durch das GMLZ an die zuständigen Bundesressorts, Bundesländer und die Experten im Unionsverfahren gesteuert.

## Vernetzung
Das Zentrum ist konstant mit den für den Katastrophenschutz zuständigen deutschen Landesbehörden verbunden. Es ist nationaler Ansprechpunkt für das Copernicus-Erdbeobachtungsprogramm der EU. Diese stellt dem GMLZ detaillierte Satellitenkarten mit Lagebildern und Vorhersagen für durch Schadenslagen betroffener Gebiete in Europa zur Verfügung. Der Dienst lieferte zeitnah, präzise und raumbezogene digitale Karten zur Abgrenzung der betroffener Gebiete und zur Planung der Hilfseinsätzen.

## Standort und Ausstattung
Das GMLZ hat seinen Hauptsitz in den Räumen des Bundesamts für Bevölkerungsschutz und Katastrophenhilfe in Bonn-Lengsdorf. Ein Ausweichsitz befindet sich in Ahrweiler.
Das GMLZ ist neben der umfangreichen Medientechnik zur Lagedarstellung mit verschiedenen Kommunikationsmitteln ausgestattet. Hierzu gehört auch eine leistungsfähige Videokonferenzanlage. Im Jahr 2016 wurde das GMLZ mit neuer Technik ausgestattet. Neben neuer Möblierung wurde die komplette Medientechnik sowie die Informationstechnik erneuert.

## Geschichte
Das Lagezentrum ist rund um die Uhr im Wechselschichtdienst besetzt.
In der Allgemeinen Aufbauorganisation werden die Aufgaben des GMLZ durch den Schichtführer und den Lageführer wahrgenommen. In der Besonderen Aufbauorganisation erfolgt eine personelle Aufstockung, mit der lageangepasst die Funktionsbereiche Leitung, Lagemanagement und Ressourcenmanagement besetzt werden können.

## Kritik
Das GMLZ kann Informationen weitergeben und Empfehlungen geben. Die Kompetenz für Anweisungen für Katastropheneinsätze von Hilfsdiensten liegt jedoch bei den Bundesländern
(siehe dazu Bevölkerungsschutz in Deutschland).